# Audi 90
Audi 90 − jeden z modeli oferowanych przez firmę Audi. Modele oznaczone tym symbolem były oferowane w Europie w latach 1984-1991, w Ameryce północnej w latach 1987-1994. Audi 90 było bardziej luksusowym, sportowym, lepiej wykonanym i wyposażonym wariantem Audi 80.

## B2 (Typ 81/85)

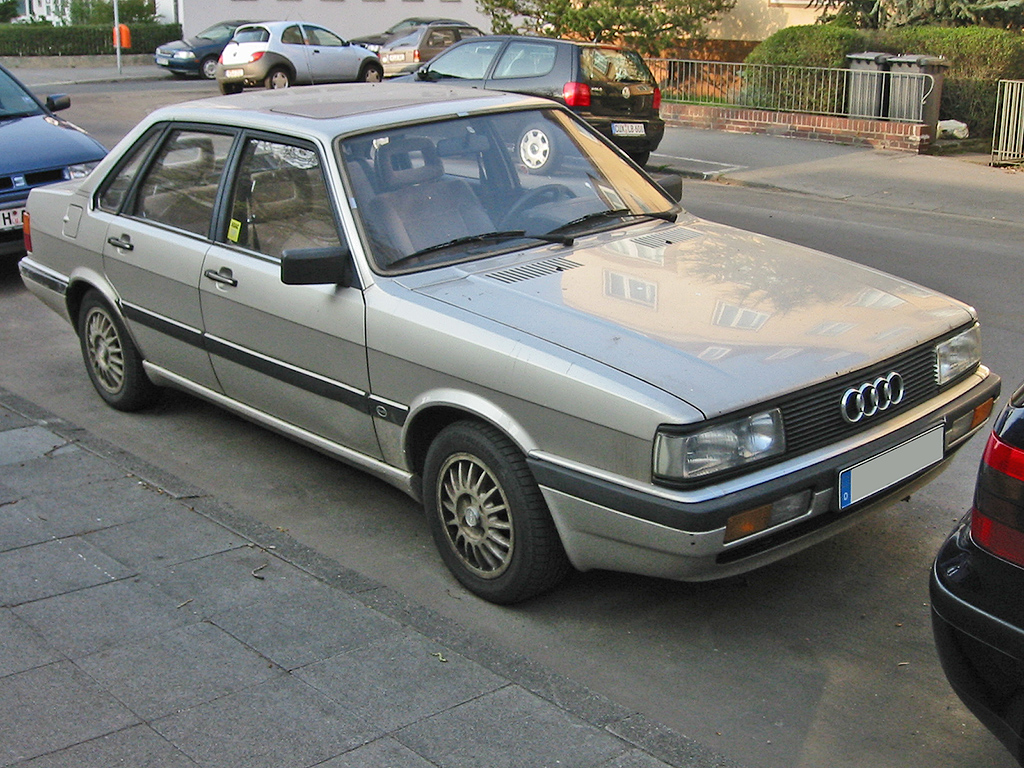
Audi 90 B2

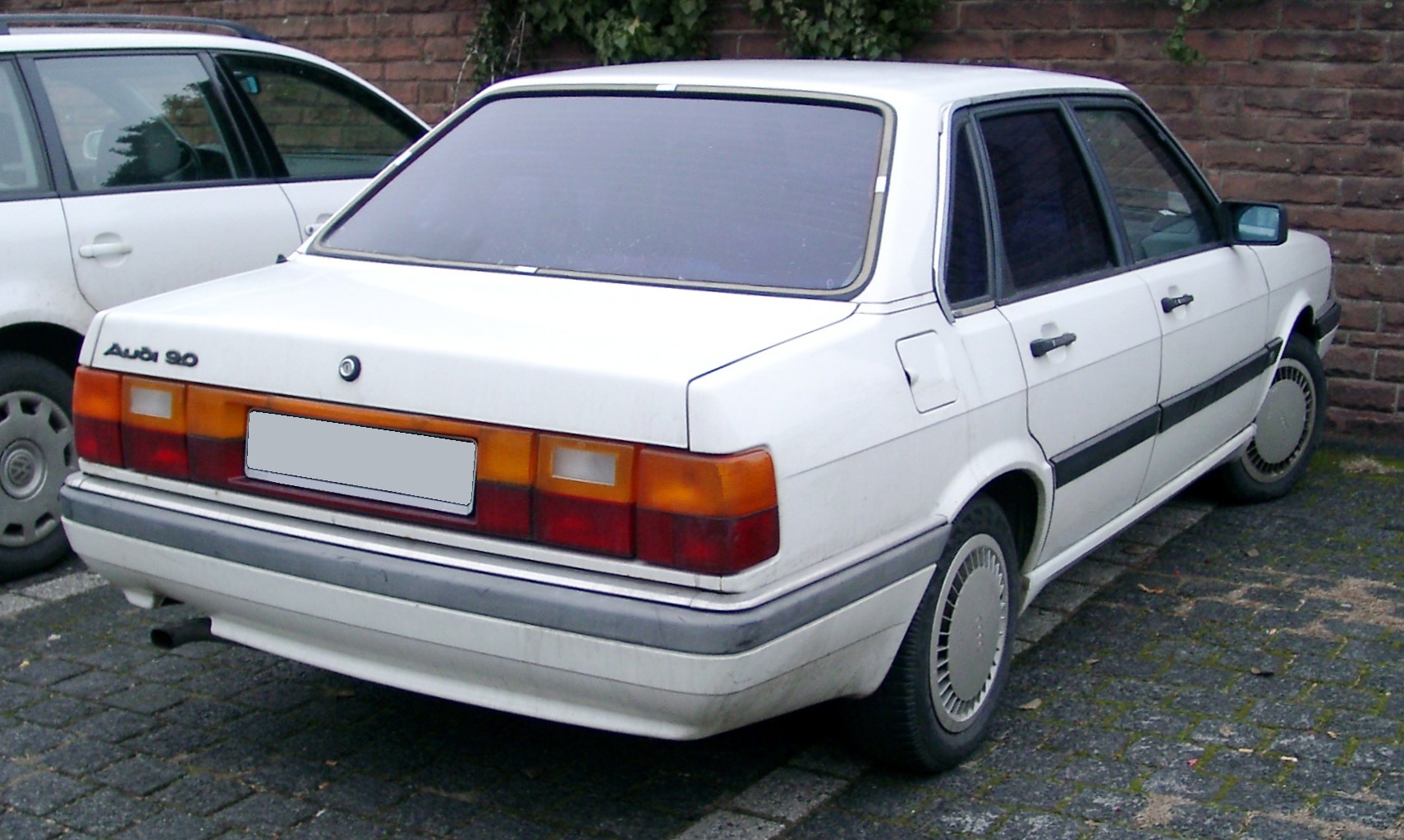
Audi 90 B2 – tył pojazdu

Model ten był produkowany od 08.84 do 03.87. Auto nosiło wewnętrzne oznaczenie B2, bądź Typ81 w przypadku modeli z przednim napędem, a Typ85 dla modeli z napędem quattro. Auto było bezpośrednim następcą Audi 80 CD 5S (1981-1984) oraz Audi 80 quattro (1983-1984). Auto różniło się od Audi 80 przednią i tylną partią nadwozia, wyposażone zostało w szerokie przednie reflektory, szerokie zderzaki ze zintegrowanymi halogenami i kierunkowskazami, oraz chromowane listwy na zderzakach i listwach odbojowych, z tyłu natomiast szeroką blendę na tylnej klapie, modele z napędem quattro miały dodatkowo lotkę na klapie bagażnika. Wewnątrz występowała nieco zmieniona tablica rozdzielcza, welurowa tapicerka oraz zagłówki ramkowe. Każde Audi 90 wyposażano centralny zamek, w modelach quattro występował ABS, wspomaganie kierownicy występowało seryjnie z silnikiem 2,2. Lista wyposażenia dodatkowego była bardzo długa i obejmowała m.in. klimatyzację, podgrzewane siedzenia, komputer pokładowy, el. szyby i lusterka, szyberdach, skórzaną tapicerkę.
Występowało w czterech wersjach silnikowych:
- 90 2,0 (115KM)
- 90 2,2 (115/136KM)
- 90 2,2 quattro (121/136KM)
- 90 1,6 Turbodiesel(80KM)

### Dane techniczne wersji 90 2,2 Quattro
- Silnik: 5 cylindrów rzędowy, symbol KV lub KX wersja z katalizatorem
- Pojemność: 2226 cm3
- Cylinder (mm): 81 x 86,4
- Moc (KW / KM): 100/136 przy 5700 obr./min (z kat. 88/120 przy 5600 obr./min)
- Moment (Nm): 186 przy 3500 obr./min (z kat 172 przy 3400 obr./min)
- Stopień sprężania: 10,0 : 1 (z kat. 8,5 : 1)
- Głowica: ohc, 2 zawory na cylinder
- Komputer: Bosch K-Jetronic (z kat. Bosch KE-Jetronic)
- Skrzynia biegów: 5 biegowe ręczna, przełożenie główne 4.11, 1 bieg 3.6, 2 bieg 2.125, 3 bieg 1.458, 4 bieg 1.071, 5 bieg 0.778, wsteczny 3.5
- Felgi: 5 1/2" x 14"
- Opony: 175/70 HR 14"
- Rozstaw śrub: 4 × 108 mm
- Hamulce: tarczowe 256 × 20 mm przód, tarczowe 245 × 10 mm
- Rozmiary (D x SZ x W (mm)): 4465 × 1682 x 1376
- Masa własna: 1200 kg
- Przyśpieszenie 0-100km/h: 9,0 s. (z kat. 9,6 s)
- Prędkość maksymalna: 200km/h (z kat. 189km/h)

## B3 (Typ 89/8A)

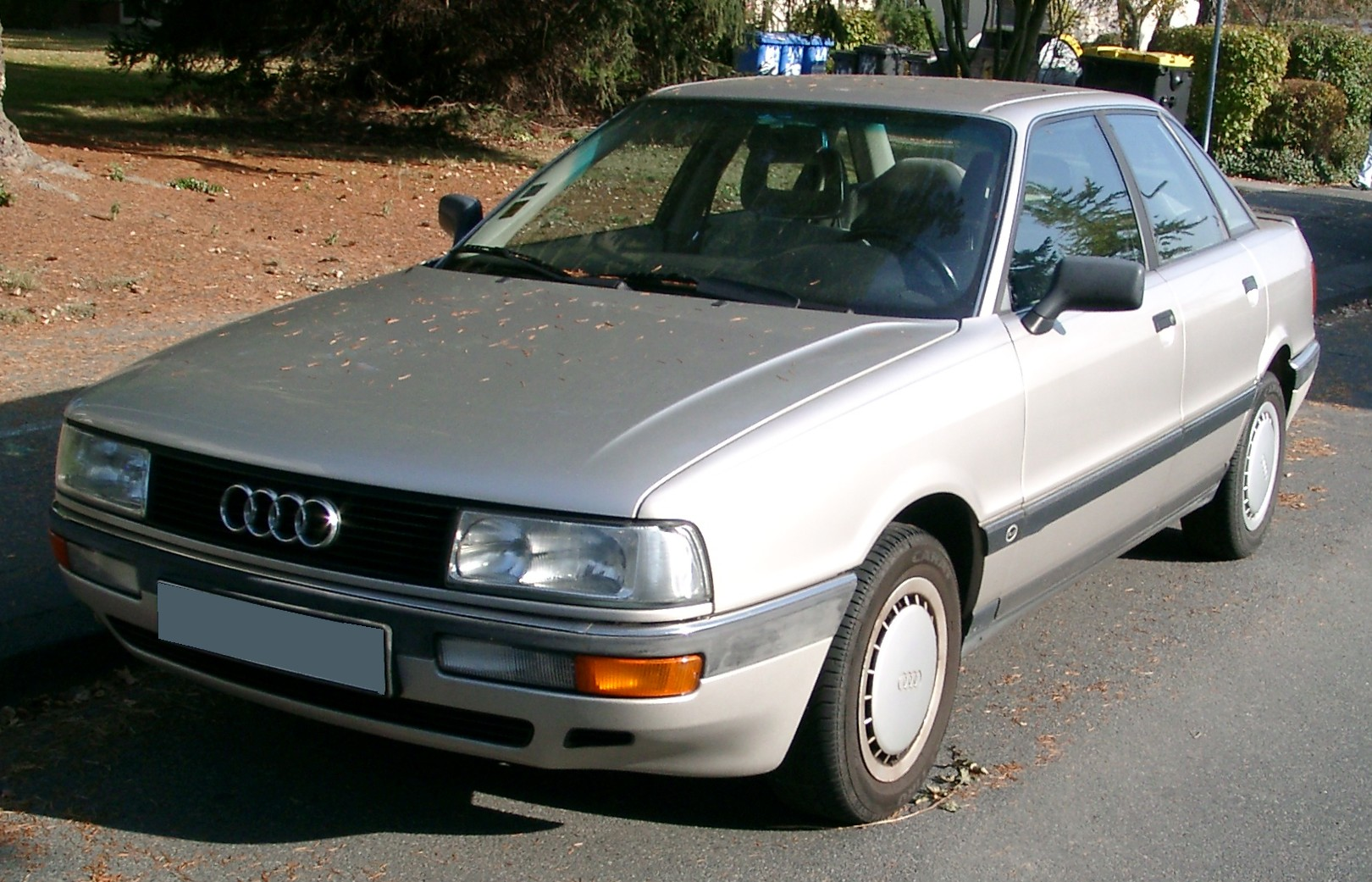
Audi 90 B3

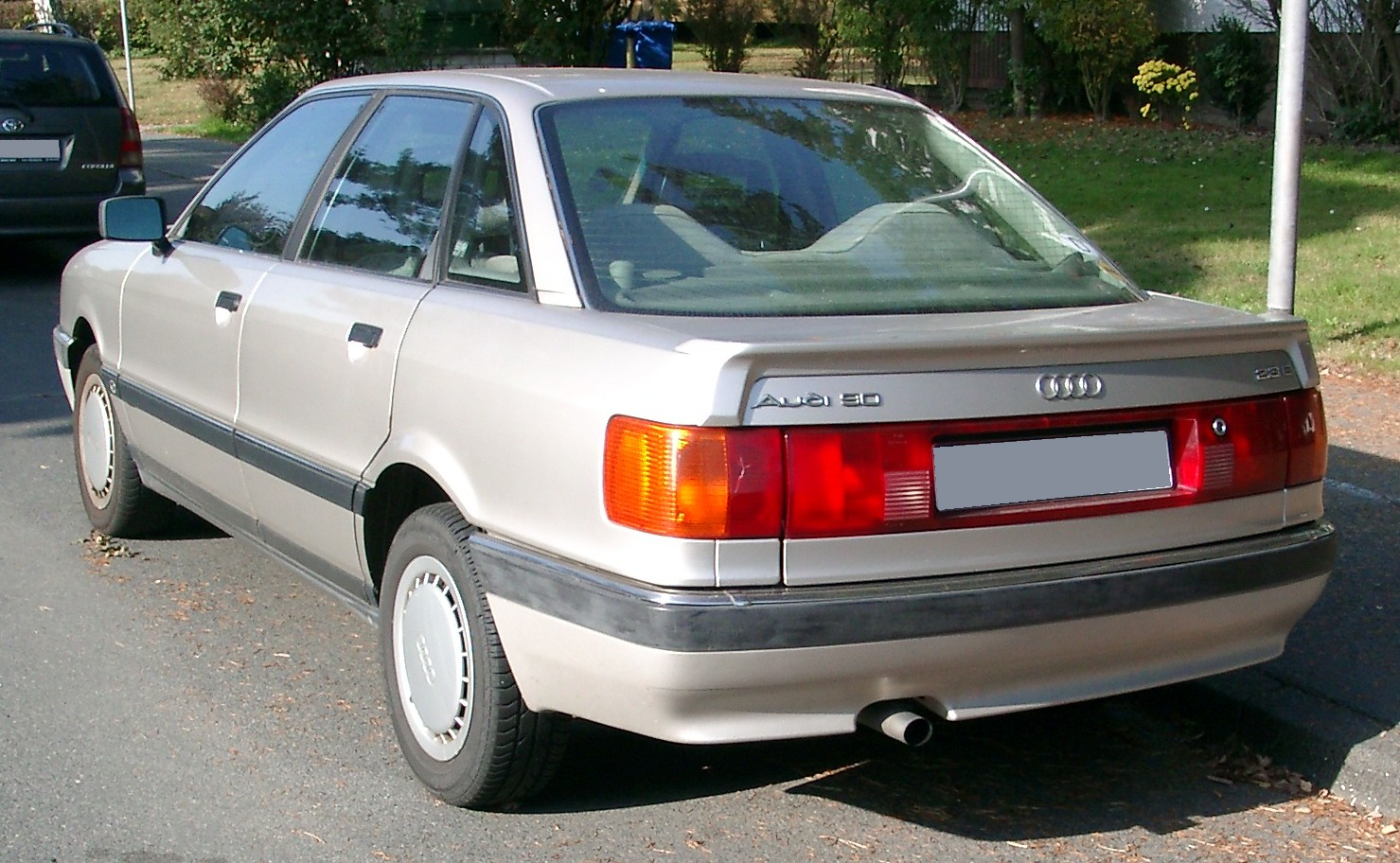
Audi 90 B3 – tył pojazdu

Audi 90 B3 zostało zaprezentowane w 1987, krótko po prezentacji nowego Audi 80 i było produkowane do 1991. Podobnie jak model B2 również odróżniało się od modelu podstawowego. Zastosowano szerokie przednie reflektory oraz zintegrowane w zderzaku kierunkowskazy i światła przeciwmgielne, z tyłu z kolei podobnie jak w przypadku modelu B2 tylne lampy zachodziły na klapę bagażnika. Dostępne były dwie ciekawe wersje specjalne: Exclusive i Sport, pierwsza wyróżniała się chromowanymi dodatkami na zderzakach, listwach odbojowych oraz wokół szyb, miała także bardziej komfortowe wyposażenie (m.in. klimatyzacja elektroniczna, drewniane wykończenia, biała skórzana tapicerka). Druga wersja charakteryzowała się brakiem chromów, wyposażona była w cienkie listwy odbojowe na drzwiach, obniżone zawieszenie i sportowe siedzenia z przodu. Zmiany wewnątrz w stosunku do Audi 80 ograniczały się jedynie do welurowej tapicerki o specjalnym wzorze i seryjnych ramkowych zagłówków. Podobnie jak w przypadku poprzednika lista wyposażenia dodatkowego była długa i obejmowała dodatkowo klimatyzację elektroniczną, elektrycznie regulowane fotele, system Auto Check i ProconTen
Wersja 2.3 20V osiągi:
– od 0-100 8,0s
Wersja 2.3 10V osiągi:
– od 0-100 9,0s
Auto występowało w następujących wersjach silnikowych:
- 90 2,0 (115KM)
- 90 2,0 20V (160KM)
- 90 2,2 (136KM)
- 90 2,3 (136KM)
- 90 2,3 20V (170KM)
- 90 1,6TD (80KM)
- 90 quattro 2,0 20V (160KM)
- 90 quattro 2,2 (136KM)
- 90 quattro 2,3 (136KM)
- 90 quattro 2,3 20V (170KM)

Wszystkie silniki oprócz 1,6TD wyposażone były w pięć cylindrów, istniała możliwość zamówienia skrzyni automatycznej dla modeli bez napędu quattro, ABS był montowany seryjnie w wersjach quattro.

## B4

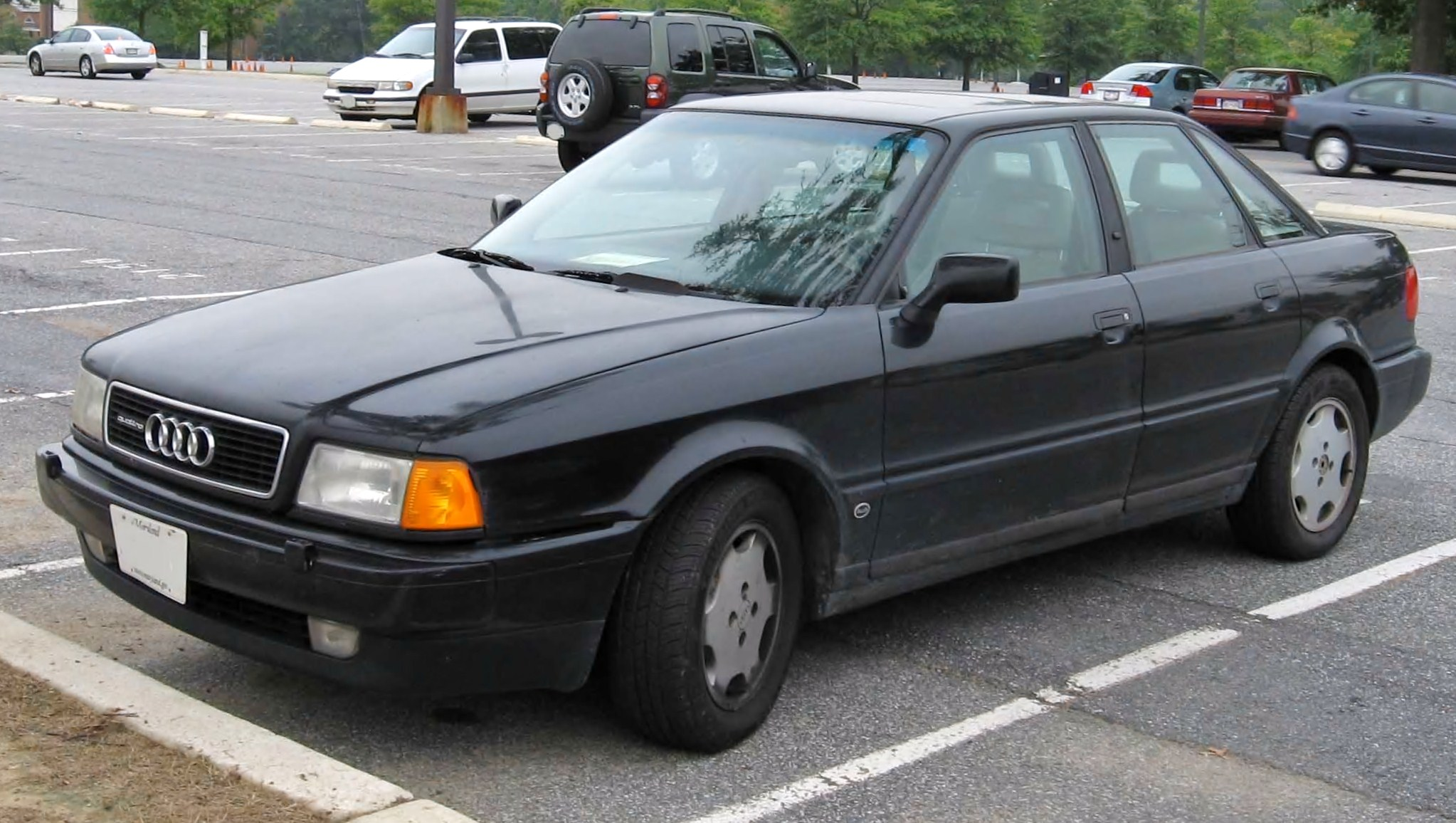
Audi 90 B4

Audi 90 B4 było oferowane tylko i wyłącznie na rynku północnoamerykańskim w latach 1993-1995. Od wersji europejskiej odróżniało się zupełnie innym kształtem przednich i tylnych zderzaków. Auto występowało w trzech wariantach wyposażenia:
- 90 S
- 90 CS
- 90 CS quattro sport

Wyposażenie każdej wersji było praktycznie kompletne, w modelu CS dopłaty wymagał jedynie lakier perłowy lub metaliczny, przekładnia automatyczna i worek do przewozu nart. Takie dodatki jak elektryczne fotele, el. szyby, lusterka, szyberdach, elektroniczna klimatyzacja czy skórzana tapicerka były standardem. Auto występowało tylko w jednej pojemności - 2,8 V6 o oznaczeniu AAH (174KM) lub AFC (172KM).